# Híres magyar lovak listája

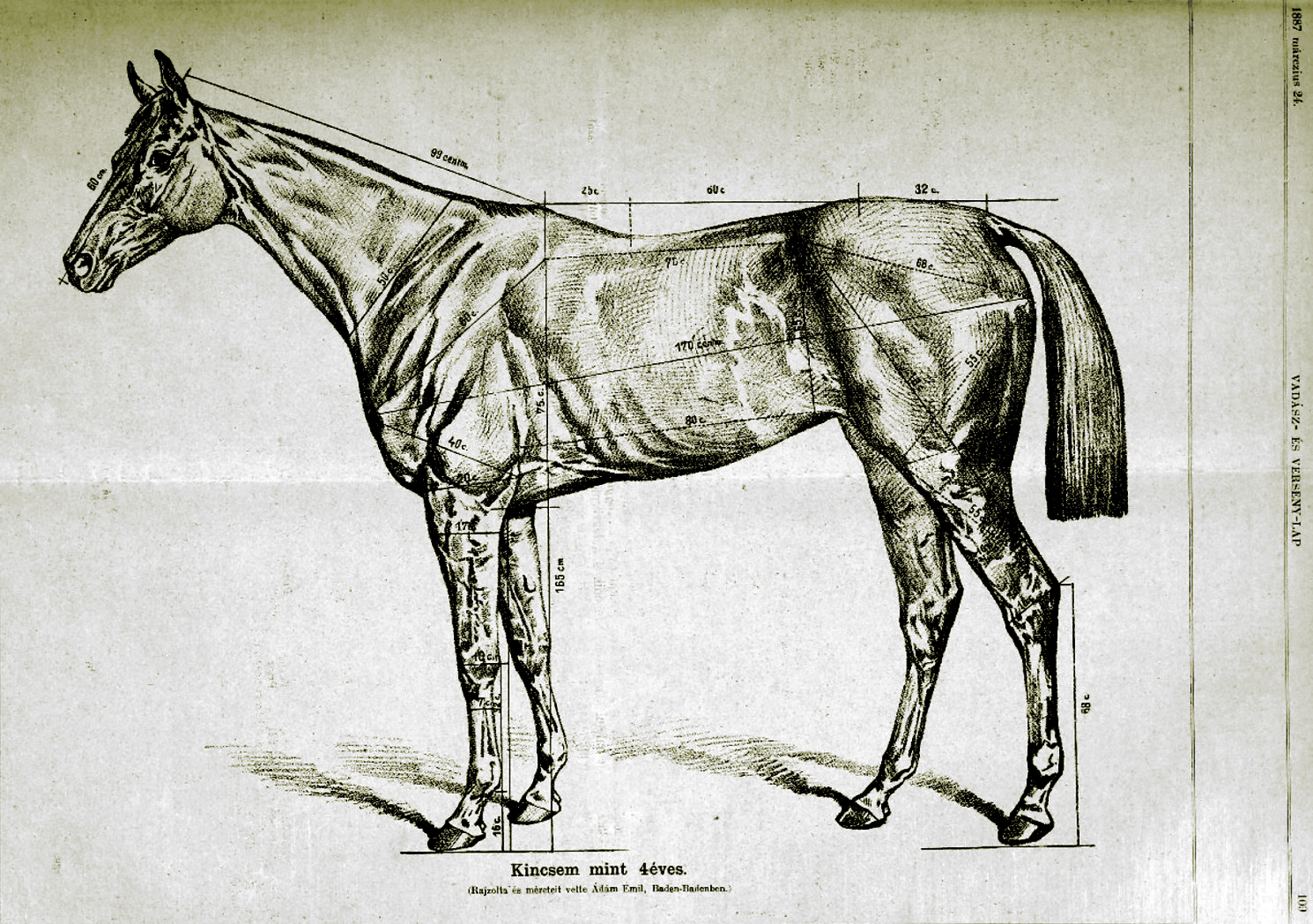
Kincsem, mint négyéves, a Vadász és Versenylap illusztrációja az 1887.03.24-én megjelent 12. számában

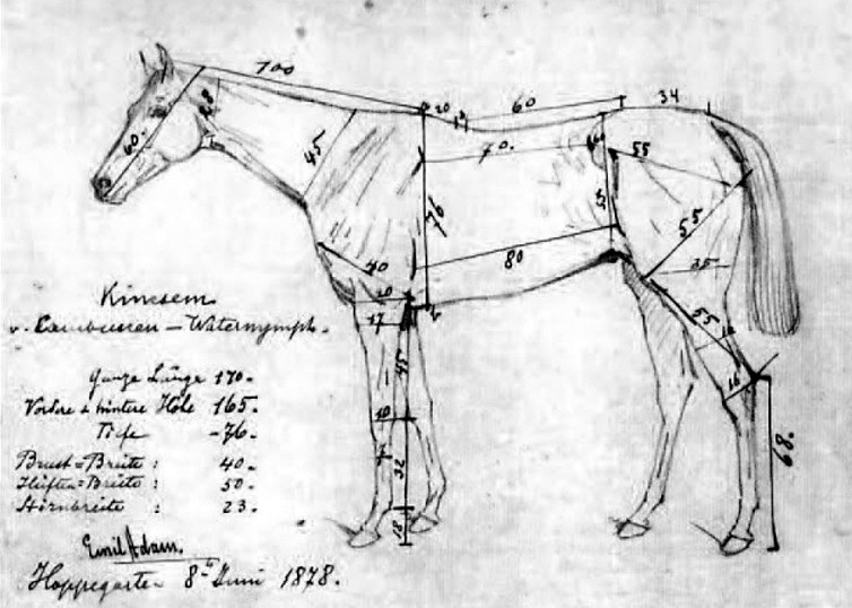
Kincsem méreteinek vázlatrajza, 1878-ból, Emil Adam (1843–1924) német festőművész feljegyzése

A híres magyar lovak listája azokat a lovakat tartalmazza, amelyek akár a lósportban, akár tenyésztésben vagy más lovas területen Magyarország számára fontosak és híresek lettek.
| Ábécé szerinti tartalomjegyzék                                                                           |
| --- |
| A, Á B C Cs D Dz Dzs E, É F G Gy H I, Í J K L Ly M N Ny O, Ó Ö, Ő P Q R S Sz T Ty U, Ú Ü, Ű V W X Y Z Zs |

## A, Á
- Ábránd
- Aktion, szürke holland ügetőló csődör (1982–2003), Magyarország legeredményesebb díjlova[2]
- Aranyos, kanca[3] (1945–1966) minden idők legjobb magyar ugrólova[4]
- Argentan sárga holsteini mén (1980–1999), két évig veretlen[5]
- Argentinus, (1980–2008) ugróló, 2005-ben az év német ménje[6] A világ lótenyésztésének meghatározó alakja.[7]

## B
- Bilbao a Kerteskői ménesben született. 1977-ben megnyerte a Nemzeti Díjat, a Magyar Derbyt és a St. Legert. Ezzel Bilbao elnyerte a "hármas koronát".
- Botond (1939–), az 1942-es Magyar Derby győztese
- Butterfly

## C
- Cor de la Bryere (1968–2000) félvér,[8] a díjugrató-tenyésztés mérföldköve

## F
- For Pleasure, sárga hannoveri mén. Olimpiai győztes Atlantában és Sydneyben, továbbá többszörös Európa- és világbajnoksági érmes.[9]

## H
- Handful, az 1923-as Magyar Derby győztese

## I, Í
- Imi sárga angol telivér (1953), Dióspusztán nevelték, kimagasló eredményeket ért el. Felfelé ívelő pályáját egy ínrándulás törte derékba.[10]
- Imperiál sárga angol telivér, mind a négy lába kesely (1960–1989), Imi fia. Három évadban veretlen.[10] 25-ször indult, ebből 20-szor nyert. Magyarországon nem talált legyőzőre.[11]

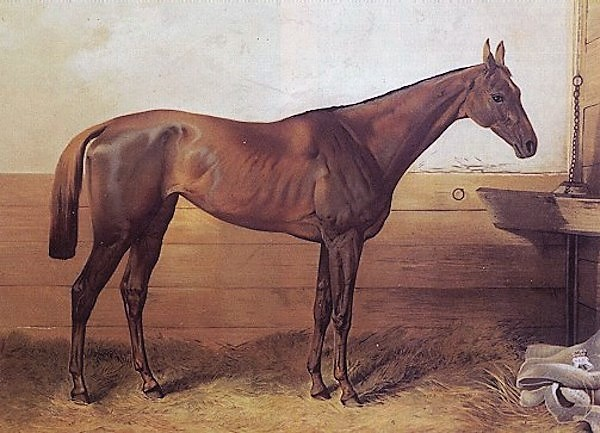
Kincsem

## K
- Kisbér, más néven Hungarian Colt, pej angol telivér csődör (1873–1895),[12] az egyetlen magyar tenyésztésű angol telivér, aki megnyerte az epsoni derbyt.[13]
- Kincsem sárga kanca, angol telivér (1874–1887), 54 versenyen indult szerte Európában, és nem talált legyőzőre[14]
- Kojak

## L
- Levandel, az 1922-es Magyar Derby győztese
- Léva
- Limit

## M
- Mr. Spoks

## N
- Naplopó (1923–), az 1917-es Magyar Derby győztese
- Nem Igaz (1963–), a Magyar Derby győztese

## O, Ó
- Oskar Anton, az 1924-es Magyar Derby győztese
- Overdose (Nagy-Britannia, Nottinghamshire, 2005. április 2.[15] – 2015. július 1.) pej mén, angol telivér, 2008 decemberében a világranglista harmadik helyén állt, Európában a legjobb eredményt elérő ló volt.[16]

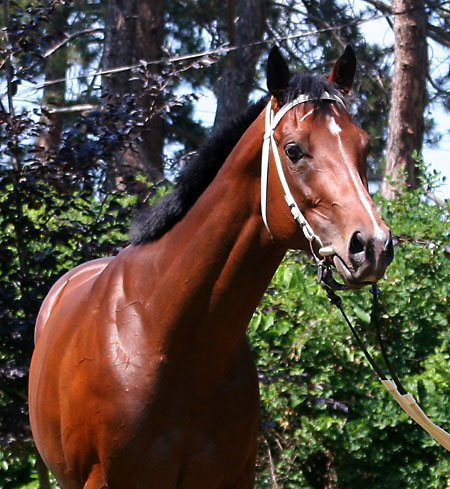
Overdose 2009-ben

## R
- Rezgő magyar tenyésztésű ugróló, pej mén[17] a díjugrató versenyek legendás bajnoka
- Sandro Boy, oldenburgi mén, több alkalommal az év lova[18]
- Rodolfo

## S
- Sellő (1926–1945) angol telivér pej kanca, az 1936-os berlini olimpia lovasszámai versenyének bronzérmese[19]
- Shergar 1981-es epsomi derby győztese, tíz hosszal nyert. 1983-ban ellopták az istállóból.[20]
- Shy Boy musztáng mén, filmsztár[21]
- Steady As A Rock
- Szög (11. század) Szent László király világosbarna színű lova.
- Sceriat

## T
- Trissotin a Lesvári Ménes versenylova
- Tutanhamon
- Timpex Cent, Budapest CSIO Nemzetek Díja 1. helyezett. Az összevetésben egyetlenegy díjugrató lovas, a magyar Szabó Gábor tudott hiba nélkül lovagolni, amivel első lett. A nyíregyházi Timpex Ménes lovasa sporttörténelmet írt.
- Tarka 56 versenyen nem akadt ellenfele

## V
- Valencio